# Теодор Рачанин
Теодор Рачанин (1500 — 1560) био је српски писац и монах Српске православне цркве. У османским изворима помиње се да је деловао у Рачанској преписивачкој школи.

## Биографија
Рачанин се помиње 1516. године у изворима из манастира Рача, као и у османским изворима од 1528. до 1530. године. Пре 1516. године пострижен је и озбиљно почиње да изучава свој занат у манастиру Рачи у Бајиној Башти где је још увек радила позната библиотека и Скрипторијум из средњег века.
Године 1560. у манастиру је живело седам монаха. Писани записи сведоче о постојању светиње код Бајине Баште током целог 16. и 17. века, све до 1688. године када су манастирску цркву „изгорели” Турци. У музеју Српске православне цркве налази се мањи број китњсто украшених рукописа непознатих преписивача, а неки су препознати као рукописи Теодора Рачанина.